# Kedvesem
Kedvesem – singel węgierskiego wokalisty ByeAlexa. Został wydany w 2012 w języku węgierskim. Remiks tej piosenki zajął dziesiąte miejsce w Konkursie Piosenki Eurowizji 2013.

## Kedvesem (Zoohacker Remix)
Kedvesem (Zoohacker Remix) to ulepszona wersja utworu Kedvesem ByeAlexa. Remix powstał dzięki Zoohackerowi – węgierskiemu DJ-owi i producentowi. W 2012 w konkursie eliminacyjnym na Węgrzech do Eurowizji A Dal, ByeAlex wykonał ten utwór i zajął pierwsze miejsce.

### Utwór w Konkursie Piosenki Eurowizji
Po zwycięstwie w krajowych eliminacjach ByeAlex wraz ze swoją ekipą (Wéber Helga (wokal), Kővágó Dániel (gitara), Márta Amarilla (grafika)). W II półfinale wystąpili jako dwunasta ekipa w kolejności. Otrzymali 66 punktów i zajęli 8. pozycję. W finale konkursu wykonywali swój utwór jako siedemnaści w kolejności (tuż przed zwyciężczynią konkursu Emmelie de Forest). Zdobyli 84 punkty i zajęli 10. pozycję. Po konkursie autor piosenki powiedział „Ja piszę o tym, co jest ważne, by mieć dobre piosenki i myślę, że w tym tkwi sukces”.

#### Pozycje na listach
| Toplista                                                | Pozycja |
| ------------------------------------------------------- | ------- |
| Wielka Brytania (Official Singles Chart Update Top 200) | 147.    |
| Estonia (Slágerlista Top 20)                            | 11.     |
| Islandia (Tónlist)                                      | 23.     |
| Litwa (Slágerlista Top 20)                              | 12.     |
| Węgry (Rádiós Top 40)                                   | 1.      |
| Węgry (Kislemezek Top 10)                               | 1.      |
| Szwecja (Slágerlista Top 20)                            | 20.     |